# Орбели, Русудана Рубеновна
Русуда́на Рубе́новна Орбе́ли (6 июля 1910 — 16 апреля 1985) — советский востоковед, писательница.

## Биография
Родилась в Петербурге в семье археолога Р. А. Орбели. В 1927—1929 годах обучалась на Высших Государственных курсах искусствоведения при Государственном институте истории искусств (Ленинград). В 1926—1933 годах — член секции детской литературы Всероссийского союза советских писателей, несколько её книжек для детей младшего возраста было издано в издательстве «Радуга».
В 1929—1934 годах Русудана Рубеновна обучалась на Восточном отделении (кавказский цикл) историко-лингвистического факультета ЛГУ. С 1934 по 1941 год — научный сотрудник ЛО ИВ АН СССР. С 1941 по 1946 год по условиям военного времени работала медицинской сестрой в госпиталях (Ленинград) и в Военно-санитарном управлении Красной Армии (Москва). С 1946 года вторично поступила в ЛО ИВ АН СССР, где проработала вплоть до ухода на пенсию в декабре 1973 года.
Р. Р. Орбели являлась специалистом в области армянской и грузинской филологии. Её основные интересы были в изучении и освоении армянских и грузинских фондов ЛО ИВ АН, в историко-филологическом и палеографическом исследовании рукописей. Большое внимание она уделяла изучению истории российского востоковедения.
Кандидатская диссертация Р. Р. Орбели (защищена 20.06.1963) была посвящена грузинским рукописям ЛО ИВ АН СССР. Это собрание грузинских рукописей складывалось на протяжении нескольких десятков лет силами крупнейших русских и грузинских учёных. Оно состоит из нескольких частных коллекций и отдельных экземпляров, принадлежавших культурным деятелям и библиотекам. Работа Р. Р. Орбели, посвященная изучению истории этого собрания, описанию и выявлению историко-литературного значения каждого сочинения, явилась заметным событием в российском кавказоведении.
В 1946—1951 годах Р. Р. Орбели возглавляла Архив востоковедов, после смерти академика И. А. Орбели в 1961 году возглавила воссозданный в ЛО ИВ АН кавказский кабинет, участвовала в подготовке к изданию избранных трудов И. А. Орбели, была ответственным редактором работ кавказоведов (С. С. Какабадзе. Грузинские документы Института народов Азии АН СССР. М., 1967 и он же. Грузинские документы IX—XV вв. в собрании Ленинградского отделения Института востоковедения АН СССР. М., 1982; Повествование вардапета Аристакэса Ластивертци [пер. К. Н. Юзбашяна]. М., 1968).
Племянница физиолога, академика Леона Абгаровича Орбели и востоковеда, академика Иосифа Абгаровича Орбели. Супруга Алексея Петровича Мандрыки (1918—1986), сына генерала-майора медицинской службы Мандрыки Петра Васильевича.